# نام گونگ مین
نام گونگ مین (به کره‌ای: 남궁민، به انگلیسی: Namkoong Min؛ زادهٔ ۱۲ مارس ۱۹۸۷) بازیگر، کارگردان و فیلم‌نامه‌نویس اهل کره جنوبی است. او برای اولین بار با فیلم نئو-نوآر یک کارناوال کثیف (۲۰۰۶) شناخته شد و سپس در مجموعه‌های تلویزیونی به یادآور (۲۰۱۵–۲۰۱۶)، گونگ شیم زیبا (۲۰۱۶)، مدیر خوب (۲۰۱۷)، تزویر (۲۰۱۷)، پزشک زندانی (۲۰۱۹)، لیگ جذاب (۲۰۱۹–۲۰۲۰)، بیدار (۲۰۲۰–۲۰۲۱)، نقاب (۲۰۲۱), وکیل یک دلاری (۲۰۲۲) و عزیزترینم (۲۰۲۳) ایفای نقش کرد.
او در مراسم جوایز درام اس‌بی‌اس سال ۲۰۲۰ جایزه بزرگ (دسانگ) را برای عملکرد خود در سریال لیگ جذاب دریافت کرد.

## فیلم‌شناسی

### فیلم
| سال  | عنوان                    | نقش          | توضیحات                                           | منابع |
| ---- | ------------------------ | ------------ | ------------------------------------------------- | ----- |
| ۲۰۰۱ | بانجی جامپینگ خودشان     | کیم سونگ چول |                                                   |       |
| ۲۰۰۲ | پسر بد                   | هیون سو      |                                                   |       |
| ۲۰۰۶ | یک کارناوال کثیف         | مین هو       |                                                   |       |
| ۲۰۰۷ | یکشنبه زیبا              | مین وو       |                                                   | [ ۴ ] |
| ۲۰۱۵ | خدمات داغ: آرایشگر ستمگر | —            | اعتبار به عنوان عوامل تولید                       |       |
| ۲۰۱۵ | نور آتش من               | —            | فیلم کوتاه؛ اعتبار به عنوان کارگردان/فیلم‌نامه‌نویس | [ ۵ ] |
| ۲۰۱۶ | انگیزه مهتاب             | چائوبی       | فیلم چینی                                         | [ ۶ ] |
| ۲۰۱۷ | جاسوس پاره وقت           | مین سوک      |                                                   | [ ۷ ] |

### مجموعه تلویزیونی
| سال       | عنوان                                                        | نقش                      | توضیحات                      | منابع         |
| --------- | ------------------------------------------------------------ | ------------------------ | ---------------------------- | ------------- |
| ۲۰۰۲      | خانواده ده باک                                               | نام‌کونگ مین              |                              |               |
| ۲۰۰۳      | حصار گل رز                                                   | هان دونگ هیون            |                              |               |
| ۲۰۰۳      | دراما سیتی: «برای ویلیام»                                    | یون جون هو               |                              |               |
| ۲۰۰۳      | داستان ازدواج «عشق من اوپای من»                              | سونگ سو                  |                              | [ ۸ ]         |
| ۲۰۰۳      | گردنبند مروارید                                              | هوانگ جون هو             |                              |               |
| ۲۰۰۳      | اچ‌دی‌تی‌وی لیترچر «گل قالب»                                    | کی هون                   |                              | [ ۹ ]         |
| ۲۰۰۴      | دراما سیتی: «پس از عشق»                                      | اوه جه                   |                              |               |
| ۲۰۰۴      | خانواده دوست داشتنی من                                       | آن جین گوک               |                              | [ ۱۰ ]        |
| ۲۰۰۵      | زندگی گلگون من                                               | دکتر جی باک سا           |                              | [ ۱۱ ]        |
| ۲۰۰۶      | یک روز خوب                                                   | کانگ دونگ ها             |                              | [ ۱۲ ]        |
| ۲۰۰۹      | آیریس                                                        |                          | حضور افتخاری                 |               |
| ۲۰۱۰      | تولد یک پولدار                                               | چو وون سوک               |                              | [ ۱۳ ] [ ۱۴ ] |
| ۲۰۱۱      | به صدای قلبم گوش کن                                          | جانگ جون ها / بونگ ما رو |                              |               |
| ۲۰۱۲      | درامای ویژه کی‌بی‌اس: «یک تصویر ثابت»                          | کیم هیون سو              |                              | [ ۱۵ ]        |
| ۲۰۱۲      | آلیس در چونگدامدونگ                                          | سو این چان               | مهمان، قسمت ۱–۳              | [ ۱۶ ]        |
| ۲۰۱۳      | هور جون، داستان اصلی                                         | یو دو جی                 |                              | [ ۱۷ ]        |
| ۲۰۱۳      | عشق بیکار                                                    | کیم جونگ ده              |                              | [ ۱۸ ]        |
| ۲۰۱۴      | من به عشق نیاز دارم ۳                                        | کانگ ته یون              |                              | [ ۱۹ ]        |
| ۲۰۱۴      | قول ۱۲ ساله                                                  | یو جون سو                |                              | [ ۲۰ ]        |
| ۲۰۱۴      | هتل مخفی من                                                  | جو سونگ گیوم             |                              | [ ۲۱ ]        |
| ۲۰۱۵      | دختری که بوها را می‌بیند                                      | کوان جه هی               |                              |               |
| ۲۰۱۵–۲۰۱۶ | به یادآور                                                    | نام گیو مان              |                              |               |
| ۲۰۱۶      | گونگ شیم زیبا                                                | آن دان ته / سوک جون پیو  |                              |               |
| ۲۰۱۶      | پزشکان                                                       | نام با رام               | مهمان، قسمت ۱۳–۱۵            | [ ۲۲ ]        |
| ۲۰۱۷      | مدیر خوب                                                     | کیم سونگ ریونگ           |                              |               |
| ۲۰۱۷      | تن به تن                                                     |                          | حضور افتخاری                 | [ ۲۳ ]        |
| ۲۰۱۷      | تزویر                                                        | هان مو یونگ              |                              |               |
| ۲۰۱۷      | درامای ویژه کی‌بی‌اس: «تو نزدیک تر از اون هستی که فکرشو می‌کنم» |                          | حضور افتخاری                 | [ ۲۴ ]        |
| ۲۰۱۸      | پسر خوشتیپ و جونگ اوم                                        | هون نام                  |                              |               |
| ۲۰۱۹      | پزشک زندانی                                                  | نا یی جه                 |                              |               |
| ۲۰۱۹–۲۰۲۰ | لیگ جذاب                                                     | بک سونگ سو               |                              |               |
| ۲۰۲۰–۲۰۲۱ | بیدار                                                        | دو جونگ وو               |                              | [ ۲۵ ]        |
| ۲۰۲۱      | نقاب                                                         | هان جی هیوک              |                              | [ ۲۶ ]        |
| ۲۰۲۲      | وکیل یک دلاری                                                | چون جی هون               |                              | [ ۲۷ ]        |
| ۲۰۲۳      | راننده تاکسی                                                 | چون جی هون               | حضور افتخاری (فصل ۲، قسمت ۹) | [ ۲۸ ]        |
| ۲۰۲۳      | عزیزترینم                                                    | لی جانگ هیون             |                              | [ ۲۹ ]        |

### برنامه تلویزیونی
| سال       | عنوان                          | شبکه       | توضیحات                                                  |
| --------- | ------------------------------ | ---------- | -------------------------------------------------------- |
| ۲۰۰۴–۲۰۰۵ | بانک موزیک                     | کی بی اس ۲ | میزبان با So Yi-hyun, از نوامبر ۱۲، ۲۰۰۴ – مارس ۲۹، ۲۰۰۵ |
| ۲۰۱۴      | ما ازدواج کردیم فصل ۴          | ام بی سی   | زوج با Hong Jin-young, قسمت ۲۱۴–۲۶۲                      |
| ۲۰۱۴      | رادیو استار                    | ام بی سی   | مهمان قسمت ۳۷۰                                           |
| ۲۰۱۶      | چگونه به غذا خوردن و خوب زندگی | اس‌بی‌اس     | مهمان قسمت ۸۹–۹۰                                         |
| ۲۰۱۶      | اس ان ال کره                   | تی وی ان   | میزبان، قسمت ۱۴۲                                         |
| ۲۰۱۶      | رادیو استار                    | ام‌بی‌سی     | مهمان قسمت ۴۷۲                                           |
| ۲۰۱۶–۲۰۱۷ | آواز جنگ – پیروزی              | کی‌بی‌اس     | میزبان (خلبان Ep. 1-21)                                  |

### حضور در موزیک ویدیو
| سال  | عنوان آهنگ                 | هنرمند        |
| ---- | -------------------------- | ------------- |
| ۲۰۰۲ | "백설공주를 사랑한 난장이" | سرد           |
| ۲۰۰۲ | "작년, 오늘"               | سرد           |
| ۲۰۰۶ | "اینکه فراموشت می‌کنم"      | لی جونگ بونگ  |
| ۲۰۱۴ | "تشویق"<                   | هونگ جین یونگ |
| ۲۰۱۶ | «طرح»                      | هیومین        |

## جوایز و نامزدی‌ها
| سال  | جایزه                               | موضوع                                            | اثر نامزد شده           | نتیجه    |
| ---- | ----------------------------------- | ------------------------------------------------ | ----------------------- | -------- |
| ۱۹۹۹ | مسابقه ستاره موسیقی کا ام تی وی     | وی جی جایزه بزرگ                                 | —                       | برنده    |
| ۲۰۰۳ | جوایز درامای کا بی اس               | بهترین بازیگر مرد در زمینه وان اکت/درامای ویژه   | برای ویلیام             | برنده    |
| ۲۰۰۳ | جوایز درامای کا بی اس               | بهترین بازیگر جدید مرد                           | گردنبند مروارید         | نامزدشده |
| ۲۰۰۵ | جوایز درامای کا بی اس               | جایزه محبوبیت                                    | زندگی شیک من            | برنده    |
| ۲۰۱۱ | جوایز درامای ام بی سی               | جایزه ممتاز، بازیگر مینی سریز                    | صدای قلبمو می‌شنوی؟      | نامزدشده |
| ۲۰۱۲ | جوایز درامای کا بی اس               | بهترین بازیگر مرد در وان اکت/درامای ویژه         | استیل پیکچر             | نامزدشده |
| ۲۰۱۳ | جوایز درامای ام بی سی               | جایزه ممتاز، بازیگر درامای سریالی                | هور جون، داستان اصلی    | نامزدشده |
| ۲۰۱۴ | جوایز سرگرمی ام بی سی               | ستاره جدید سال                                   | ما ازدواج کردیم         | برنده    |
| ۲۰۱۵ | ۲۳امین جوایز درامای اس بی اس        | جایزه ویژه، بازیگر مینی سریز                     | دختری که بوها را می‌شنود | برنده    |
| ۲۰۱۶ | ۵۲مین مراسم اهدای جوایز هنری بکسانگ | بهترین بازیگر مرد (تلویزیون)                     | بخاطر بسپار:جنگ پسر     | نامزدشده |
| ۲۰۱۶ | ۵۲مین مراسم اهدای جوایز هنری بکسانگ | مشهورترین بازیگر مرد (تلویزیون)                  | بخاطر بسپار:جنگ پسر     | نامزدشده |
| ۲۰۱۶ | ۴امین مراسم سالانه جوایز درامافیور  | بهترین شرور                                      | دختری که بوها را می‌شنود | برنده    |
| ۲۰۱۶ | پنجمین مراسم جوایز ستاره ایپان      | بهترین بازیگر مرد در مینی سریز (جایزه ممتاز)     | بخاطر بسپار:جنگ پسر     | برنده    |
| ۲۰۱۶ | اولین مراسم جوایز هنری آسیا         | جایزه بهترین سلبریتی، بازیگر مرد                 | بخاطر بسپار:جنگ پسر     | برنده    |
| ۲۰۱۶ | جوایز درامای اس بی اس               | گرند پرایز (دائه سانگ)                           | بخاطر بسپار:جنگ پسر     | نامزدشده |
| ۲۰۱۶ | جوایز درامای اس بی اس               | گرند پرایز (دائه سانگ)                           | گونگشیم زیبا            | نامزدشده |
| ۲۰۱۶ | جوایز درامای اس بی اس               | جایزه ممتاز برتر، بازیگر مرد درامای کمدی رمانتیک | گونگشیم زیبا            | برنده    |
| ۲۰۱۶ | جوایز درامای اس بی اس               | جایزه ستاره موج کره‌ای                            | گونگشیم زیبا            | نامزدشده |
| ۲۰۱۶ | جوایز درامای اس بی اس               | بهترین زوج هنری (بهمراه بنگ مین-آه)              | گونگشیم زیبا            | نامزدشده |
| ۲۰۱۶ | جوایز درامای اس بی اس               | جایزه ۱۰ ستاره برتر                              | گونگشیم زیبا            | برنده    |
| ۲۰۱۷ | ۵۳مین مراسم اهدای جوایز هنری بکسانگ | بهترین بازیگر مرد (تلویزیون)                     | مدیر خوب                | نامزدشده |
| ۲۰۱۷ | ۵۳مین مراسم اهدای جوایز هنری بکسانگ | مشهورترین بازیگر مرد (تلویزیون)                  | مدیر خوب                | نامزدشده |
| ۲۰۲۰ | ۵۶مین مراسم اهدای جوایز هنری بکسانگ | بهترین بازیگر نقش اول مرد                        | لیگ جذاب                | نامزدشده |